# Madrid (Nueva York)
Madrid es un pueblo del condado de St.Lawrence, en el Estado de Nueva York. Su población en el año 2000 era de 1 828 habitantes. Toma su nombre de la ciudad de Madrid, capital de España.
La localidad se encuentra al norte del condado de St. Lawrence, al norte de la ciudad de Canton.

## Historia
Los primeros habitantes de lo que ahora es Madrid se instalaron en 1801.
Madrid fue una de las cuatro primeras ciudades fundadas originalmente en el condado en 1802. La parte sur de su territorio fue utilizada para formar la ciudad de Potsdam. Igualmente, Madrid perdió territorio en favor de la nueva localidad de Waddington en 1859.
Durante la guerra anglo-estadounidense de 1812, Madrid, debido a su proximidad con Canadá, desarrolló una milicia local, la llamada "South Madrid Militia".
Si bien en un principio la economía de Madrid tenía cierta diversidad, incluyendo la tala o la minería, con el tiempo la agricultura se convirtió en la principal actividad económica de la localidad. El sector terciario o de servicios, fundamentalmente comercio, únicamente sirve para prestar servicio a los residentes.

## Geografía
Según la Oficina del Censo de los Estados Unidos, el término municipal tiene un área total de 138,8 kilómetros cuadrados, de los que 1,7 km² (1,25%) corresponden a ríos y lagos.
A través del término municipal de Madrid fluye el río Grasse.
La localidad de Madrid se encuentra aproximadamente a mitad de camino de las localidades de Potsdam y Waddington, en la carretera estatal 345 de Nueva York. Dentro del pueblo, donde no hay ningún tipo de atracción, dicha carretera se cruza con la carretera estatal 320.

## Demografía
Según el censo de la Oficina del Censo de EE. UU., en el año 2000 residían en Madrid 1.828 personas, distribuidas en 638 casas y 458 familias. La densidad de población era de 13,3 hab/km². Un 97,3% de los habitantes eran blancos, un 1,37% negros o afroamericanos, un 0,49% nativos americanos y, finalmente, un 0,11% eran asiáticos. Un 0,59% eran de otras razas o formaban parte de dos o más simultáneamente.
La media de edad en la localidad era de 38 años. Un 26% de la población tenía menos de 18 años, un 6% de 18 a 24 años, un 29,6% de 25 a 44 años, un 25,8% de 45 a 64 y, finalmente, un 12,6% de la población tenía 65 años o más.
La renta per cápita de la localidad era de 13.720 dólares en el año 2000. Un 20,2% de la población vivía por debajo del umbral de pobreza, incluyendo un 25,9% de los menores de 18 años y un 12,9% de los mayores de 65. Los ingresos medios por familia eran de 40.635 dólares anuales. El salario medio para los hombres era de 32.120 dólares, por un salario medio de 23.417 para las mujeres.